# Присліпська сільська рада (Турківський район)
При́сліпська сільська́ ра́да — адміністративно-територіальна одиниця та орган місцевого самоврядування в Турківському районі Львівської області. Адміністративний центр — село Присліп.

## Загальні відомості
Присліпська сільська рада утворена в 1991 році.
- Територія ради: 19 км²
- Населення ради: 1407 осіб (станом на 2001 рік)

## Населені пункти
Сільській раді підпорядковані населені пункти:
- с. Присліп

## Склад ради
Рада складається з 12 депутатів та голови.
- Голова ради: Ляхович Онуфрій Семенович
- Секретар ради: Семкович Віктор Іванович

### Керівний склад попередніх скликань
| Прізвище, ім'я, по батькові | Основні відомості                                                                | Дата обрання | Дата звільнення |
| --------------------------- | -------------------------------------------------------------------------------- | ------------ | --------------- |
| Бегей Михайло Михайлович    | Сільський голова, 1952 року народження, член Конгресу Українських Націоналістів  | 26.03.2006   | 31.10.2010      |
| Ляхович Онуфрій Семенович   | Сільський голова, 1974 року народження, освіта середня спеціальна, безпартійний  | 31.10.2010   | 25.10.2015      |
| Ляхович Онуфрій Семенович   | Сільський голова, 1974 року народження, освіта професійно-технічна, безпартійний | 25.10.2015   |                 |

Примітка: таблиця складена за даними сайту Верховної Ради України та ЦВК

### Депутати VII скликання
За результатами місцевих виборів 2015 року депутатами ради стали:

#### За суб'єктами висування
| Суб'єкт висування | Кількість обраних депутатів | %      |
| ----------------- | --------------------------- | ------ |
| Самовисування     | 12                          | 100.00 |

#### За округами
| № округу | Прізвище, ім'я, по батькові | Ким висунуто  | Дата нар.  | Освіта              | Партійна приналежність    | Відомості                                            |
| -------- | --------------------------- | ------------- | ---------- | ------------------- | ------------------------- | ---------------------------------------------------- |
| 1        | Лимар Олександр Іванович    | Самовисування | 18.12.1972 | професійно-технічна | безпартійний              | тимчасово не працює                                  |
| 2        | Кітраль Василь Лукич        | Самовисування | 19.01.1964 | загальна середня    | член Партії «Відродження» | ВОХР, Стрілець                                       |
| 3        | Бринько Микола Іванович     | Самовисування | 17.05.1969 | професійно-технічна | безпартійний              | пенсіонер                                            |
| 4        | Ткачишин Микола Дмитрович   | Самовисування | 02.01.1964 | професійно-технічна | безпартійний              | тимчасово не працює                                  |
| 5        | Лимар Ілля Михайлович       | Самовисування | 15.02.1951 | загальна середня    | безпартійний              | пенсіонер                                            |
| 6        | Бренько Мирослав Дмитрович  | Самовисування | 28.08.1958 | загальна середня    | безпартійний              | Присліпська сільська рада, спеціаліст-землевпорядник |
| 7        | Крецул Микола Васильович    | Самовисування | 26.09.1967 | загальна середня    | безпартійний              | тимчасово не працює                                  |
| 8        | Крецул Іван Ігорович        | Самовисування | 17.01.1982 | вища                | безпартійний              | Присліпський НВК                                     |
| 9        | Бринько Семен Дмитрович     | Самовисування | 03.05.1964 | професійно-технічна | безпартійний              | тимчасово не працює                                  |
| 10       | Гичко Мирослав Іванович     | Самовисування | 20.08.1985 | професійно-технічна | безпартійний              | тимчасово не працює                                  |
| 11       | Муха Микола Йосипович       | Самовисування | 14.03.1974 | загальна середня    | безпартійний              | тимчасово не працює                                  |
| 12       | Семкович Віктор Іванович    | Самовисування | 19.09.1973 | професійно-технічна | безпартійний              | Присліпська сільська рада, секретар сільської ради   |